# 芝士通心粉

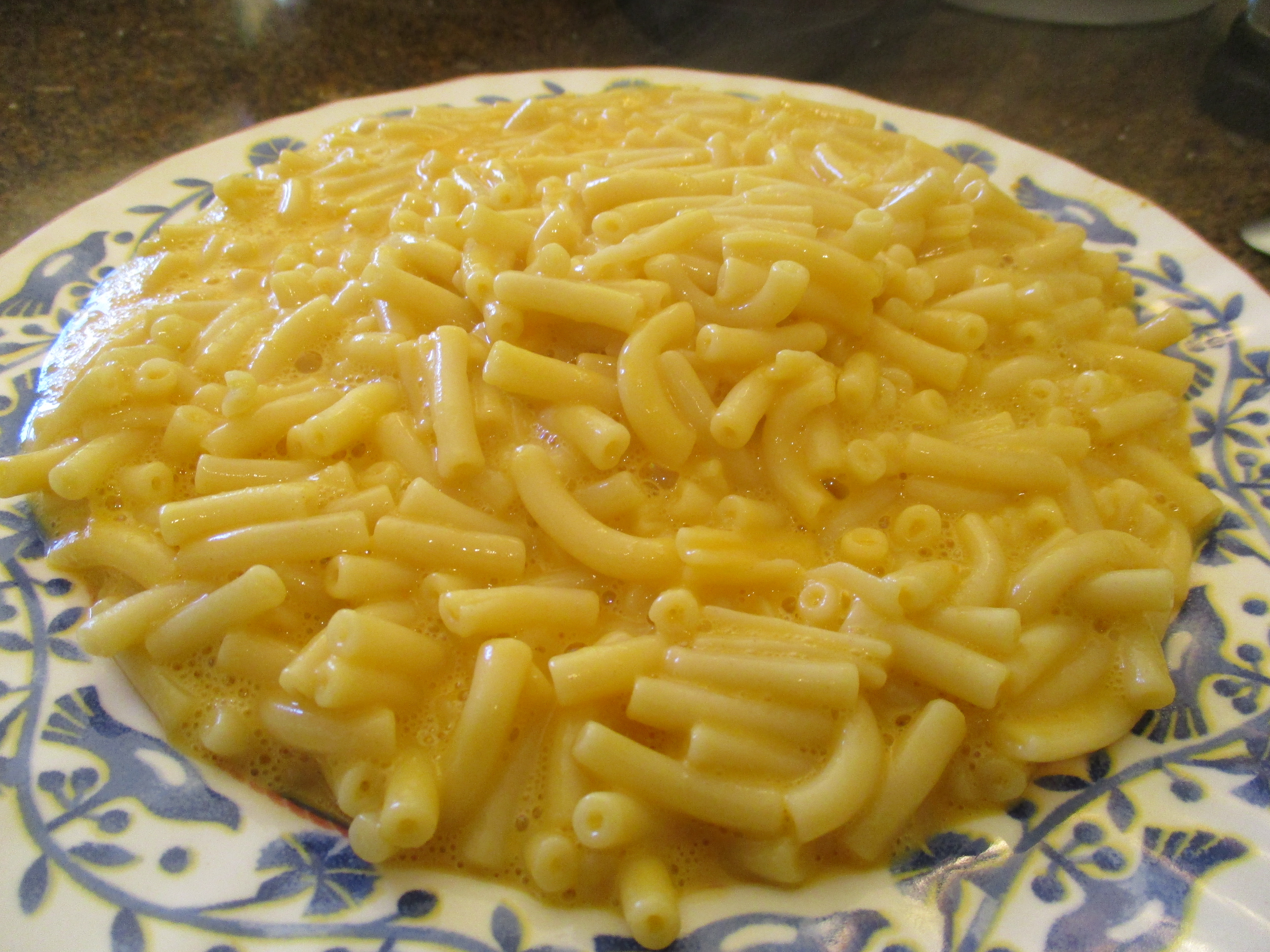
芝士通心粉

芝士通心粉（美式、加拿大英語：Macaroni and Cheese，簡稱：mac n cheese）是一道源自英國的菜餚，通常是用通心粉與起士酱烤製，起司醬常使用切達起司。也可以加入其它食材，如：麵包屑、肉和蔬菜。
傳統的芝士通心粉是用烤箱焗烤的砂鍋菜，但是也可以用鍋子在爐上烹調，或者使用調理包。起司通常先與白醬（Béchamel sauce）一起烹煮，做成起司白汁（Mornay sauce）再加入義大利麵。這道菜在美國公認是疗愈美食。

## 歷史
早在14世紀的義大利就出現記載著義大利麵與起司砂鍋菜的食譜，＂Liber de Coquina＂是中世紀最早的食譜之一，記載了一道帕馬森乾酪和義大利麵菜餚。另外一種稱作＂makerouns＂的起司義大利麵砂鍋菜則載於中世紀著名的英文食譜＂Forme of Cury＂，這本書也是14世紀的食譜。新鮮的手切義大利麵，夾在融化的奶油和乳酪間，這道以中古英語記載的食譜翻成中文如下：
揉製麵團，軋得極薄並切成小塊。放入滾水煮熟。削好乳酪後倒入奶油基底，上面放上義大利麵，上桌。
第一本記載芝士通心粉的現代食譜是伊莉莎白•拉福德（Elizabeth Raffald）出版於1770年的"The Experienced English Housekeeper"。做法是用切達起司和白醬一起烹煮，做成法式的起司白汁（Mornay sauce）再混入義大利通心粉，上面灑上帕馬森乾酪，烤至金黃冒泡。另一份1784年的食譜則寫著通心粉必須先煮熟，瀝乾水分後再放到平底煎鍋裡。然後才加入高脂鮮奶油和＂一塊沾滿麵粉的奶油＂，而且一定要煮五分鐘再盛盤、灑上帕馬森乾酪和胡椒。維多利亞時代著名的食譜＂Mrs Beeton's Book of Household Management＂舉出通心粉的兩種作法，表示這種麵常與乳酪一起食用。其中一個寫道：
通心粉（口感應軟嫩彈牙，並保持原有形狀；萬一煮太久麵會爛掉）在使用明火或烤爐把麵包屑烤得酥黃之前，還要添加最後一次融化的奶油，以及更多起司、胡椒和麵包屑。

## 外部連結
维基共享资源上的相關多媒體資源：芝士通心粉
- A brief history of mac and cheese （页面存档备份，存于）, commentary on National Public Radio
- Steingarten, Jeffrey（英语：Jeffrey Steingarten） (1997). The Man Who Ate Everything. New York: Vintage. ISBN 0-375-70202-4. The chapter, "Back of the Box", was first published in 1992. :)